# Psammophylax acutus
Espèce
Synonymes
- Psammophis acutus Günther, 1888
- Rhamphiophis acutus wittei Laurent, 1956
- Rhamphiophis acutus (Günther, 1888)
- Rhamphiophis acutus jappi Broadley, 1971

Psammophylax acutus est une espèce de serpents de la famille des Lamprophiidae. 

## Répartition
Cette espèce se rencontre :
- au Ghana ;
- au Togo ;
- en Côte d'Ivoire ;
- au Nigeria ;
- au Cameroun ;
- en République démocratique du Congo ;
- en République du Congo ;
- dans l'ouest de l'Ouganda ;
- au Burundi ;
- en Angola ;
- dans l'ouest de la Tanzanie ;
- en Zambie.

Sa présence est incertaine au Bénin.

## Liste des sous-espèces
Selon The Reptile Database (8 avril 2015) :
- Psammophylax acutus acutus (Günther, 1888)
- Psammophylax acutus jappi (Broadley, 1971)

## Taxinomie
La sous-espèce Psammophylax acutus togoensis a été élevée au rang d'espèce.

## Étymologie
Le nom spécifique acutus vient du latin acutus, aigu, aiguisé, tranchant, vif, pointu, en référence à l'aspect de ce saurien.

## Publications originales
- Broadley, 1971 : A review of Rhamphiophis acutus (Günther) with the description of a new subspecies from Zambia (Serpentes: Colubridae). Arnoldia, vol. 5, no 8, p. 1-8.
- Günther, 1888 : Contribution to the knowledge of snakes of tropical Africa. Annals and Magazine of Natural History, sér. 6, vol. 1, p. 322-335 (texte intégral).